# TZ Голубя
TZ Голубя (лат. TZ Columbae), HD 39576 — тройная звезда в созвездии Голубя на расстоянии приблизительно 290 световых лет (около 89,2 парсек) от Солнца. Видимая звёздная величина звезды — от +9,11m до +9,05m. Возраст звезды определён как около 119 млн лет.
Открыта Дэвидом А. Х. Бакли и др. в 1987 году*.

## Характеристики
Первый компонент — жёлтый карлик, эруптивная переменная звезда типа RS Гончих Псов (RS) спектрального класса G0, или G1V, или G3V, или G3. Масса — около 1,18 солнечной, радиус — около 1,363 солнечного, светимость — около 1,82 солнечной. Эффективная температура — около 5639 K.
Третий компонент — красный карлик спектрального класса M. Масса — около 98,17 юпитерианской (0,09371 солнечной). Удалён в среднем на 1,598 а.е..